# Saint-Georges-de-Bohon
Saint-Georges-de-Bohon  là một xã thuộc tỉnh Manche trong vùng Normandie tây bắc nước Pháp. Xã này nằm ở khu vực có độ cao trung bình 14 mét trên mực nước biển.